# Groupes politiques sous la Révolution française

Emblème du club des Jacobins (Société des Amis de la Constitution)

La Révolution française engendre l'apparition de nombreux courants politiques qui s'expriment au travers des débats législatifs, des clubs et des journaux. Les historiens ont proposé différents travaux sur l'histoire politique de la Révolution française à l'instar de l'historienne américaine Lynn Hunt qui a mené une cartographie des nuances politiques en France de 1792 à 1798 dans l'un de ses ouvrages. Plus spécifiquement sur le Directoire, l'historien Jean-René Suratteau a consacré de nombreux travaux d'histoire politique sur les élections à cette période et sur les colorations politiques des départements.
Les différents groupes politiques ont été mouvants au gré des évènements et des régimes successifs (Assemblée constituante, Assemblée législative, Convention nationale, etc.), si bien que les clivages changent en permanence en fonction des évènements. Ainsi, le parti patriote s'oppose aux monarchistes conservateurs (club des Impartiaux) jusqu'en 1791 mais se divise lui-même après la fuite de Varennes et engendre deux groupes, l'un conservateur (club des Feuillants) et l'autre plus radical (les membres restés au club des Jacobins).
L'évolution rapide des évènements a fait que la plupart des groupes politiques à la recherche d'un équilibre politique ont été éliminées progressivement par les « extrêmes ».
Dans certains cas, les positionnements des hommes politiques changent au fil du temps à l'instar du député Maximin Isnard qui siègeait à gauche sous la Législative avec les Girondins, bascule à droite sous la Convention, puis devient royaliste sous le Directoire.

## Contexte
Sous l'Assemblée constituante (1789-1791), les premières nuances politiques commencent à se réaliser autour des débats de septembre 1789 sur le droit de veto du roi ou la possibilité d'instaurer une chambre haute. Ces débats donnent naissance au spectre politique (gauche et droite).

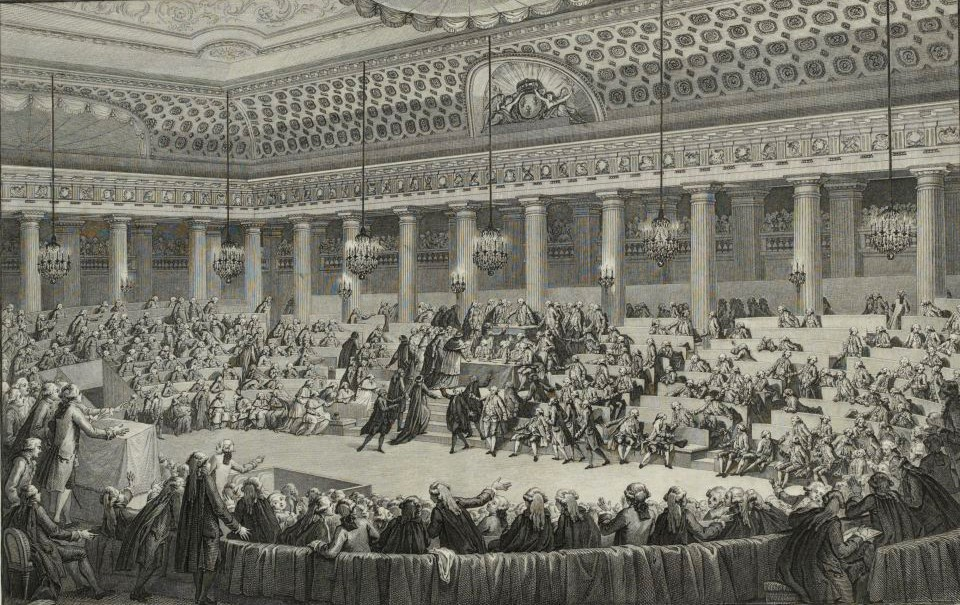
Hôtel des Menus Plaisirs, premier siège des députés de l'Assemblée constituante.

- La droite de l'Assemblée défend la primauté de l'exécutif avec le veto illimité du roi pour affirmer sa prééminence dans les institutions nouvelles.
- Au centre, les Monarchiens souhaitent instaurer une chambre haute comme en Angleterre.
- La gauche défend le pouvoir législatif et s'oppose au droit de veto[4].

Progressivement, d'autres nuances commencent à se former avec les débats autour de la Constitution civile du clergé (l'abbé Maury, issu de la droite, s'y oppose) ou autour de la question du droit de vote. En effet, la « gauche » (en particulier Robespierre) se prononce pour un élargissement du suffrage et contre un droit de vote réservé aux « riches ».

Ces positionnements se poursuivent dans les assemblées qui succèdent à la Constituante jusqu'à la Convention nationale (Girondins et Montagnards).

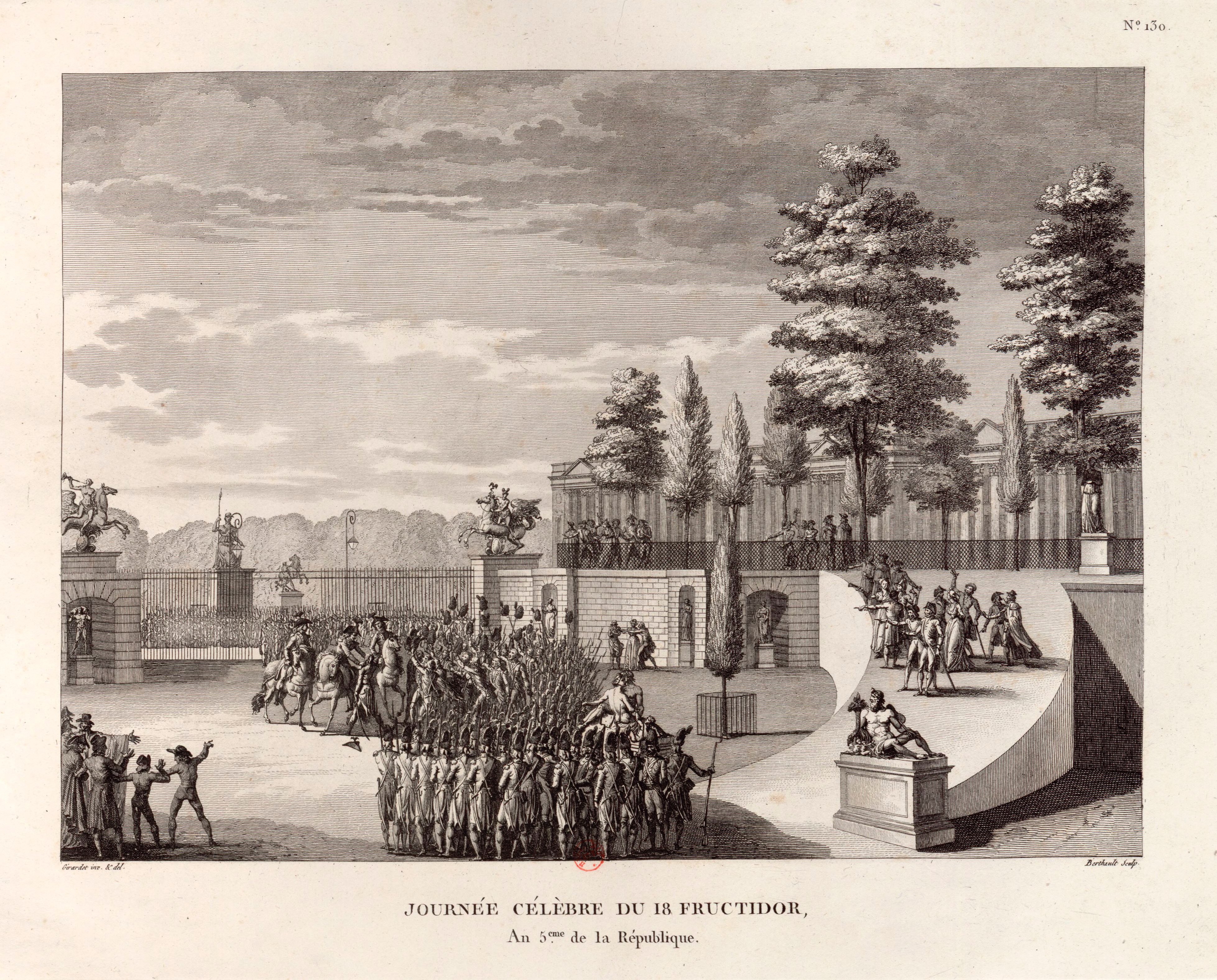
Coup d'état du 18 fructidor an V qui élimine les députés royalistes élus en 1797.

Sous le Directoire, l'instabilité politique mène ces différents courants à s'affronter lors des élections, entrainant des coups d'état répétés de la part des élites politiques modérées pour empêcher la venue au pouvoir des « partis » jugés menaçants à l'instar des royalistes (coup d'état du 18 fructidor) ou des néo-jacobins (coup d'état du 22 floréal). Ainsi, le coup d'état de Bonaparte fut justifié par une crainte du retour au pouvoir des Jacobins.
Après l'instauration du Consulat, Bonaparte cherche à mettre un terme aux divisions politiques dans un régime stabilisé. Il rallie des personnalités de tous les anciens courants politiques, allant de la gauche jacobine (Fouché) à des anciens modérés (abbé Maury, Portalis, Cambacérès). Cependant, des groupes d'opposition persistent avec une opposition républicaine rapidement démantelée, une opposition royaliste (Cadoudal) et une opposition libérale au sein du Tribunat dans le groupe des Idéologues (Germaine de Staël, Benjamin Constant). Bonaparte met finalement un terme à ces courants en censurant la presse d'opposition, en déportant les anciens Jacobins, et en épurant le Tribunat en 1802.

## États généraux(1789)

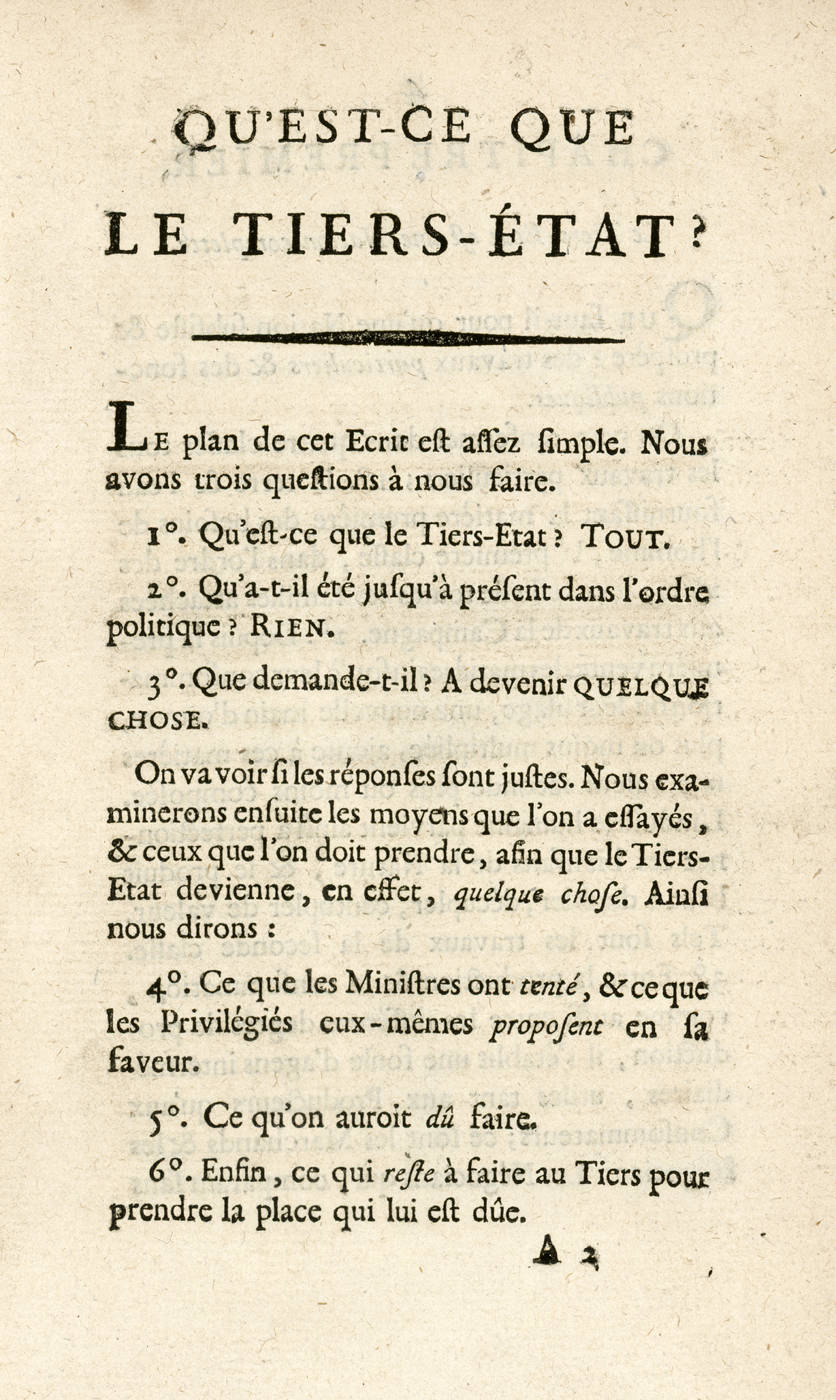
Qu'est ce que le Tiers État, pamphlet de Sieyès.

### Le «parti Patriote»
- La Société des Trente, Société des amis des noirs
- Personnalités membres ou proches de ce groupe : Adrien Duport, La Fayette, Nicolas de Condorcet, Emmanuel-Joseph Sieyès, Charles-Maurice de Talleyrand, etc.
- Idéologie : patriotisme, réformisme, défense du Tiers-État puis défense de la Révolution.

Initialement les Patriotes rassemblent des nobles libéraux, des clercs, et des bourgeois partisans des idées nouvelles et de la défense du Tiers État. Inspirés par la Révolution américaine, ils souhaitent participer au renouvellement des idées en vue des États généraux de 1789. Ils se réunissent au sein de la Société des Trente qui supervise la mobilisation en province à l'aide de brochures. Parmi eux se trouvent des figures politiques importantes promises à des carrières politiques d'envergure.
Plus généralement, dans les années qui suivent la création de l'Assemblée nationale, les « patriotes » désignent dans la société française les partisans de la Révolution et de ses réformes comme la Constitution civile du clergé en opposition aux « aristocrates ». Les Jacobins en province (affilié au club des Jacobins de Paris) se rassemblent ainsi en « société de patriotes ».

## Assemblée constituante(1789-1791)
Sous l'Assemblée constituante, plusieurs nuances politiques se forment, allant des plus radicaux aux plus modérés mais les observateurs ne retinrent essentiellement que deux camps : le côté gauche qui rassemble les patriotes de toutes tendances (La Fayette, Barnave, Robespierre) et le côté droit de l'Assemblée (représenté par l'abbé Maury, Malouet, etc).

### Droite

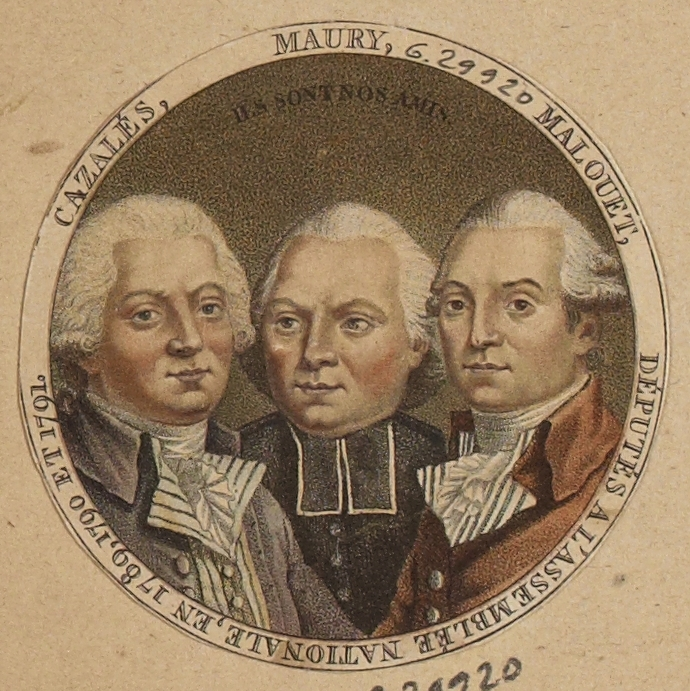
Cazalès, Maury et Malouet, figures de la droite réactionnaire sous l'Assemblée constituante.

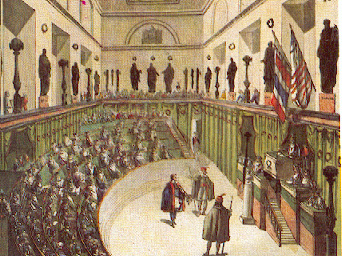
Conseil des Anciens, chambre haute sous le Directoire.

#### Les Noirs ou lesAristocrates
- Salon Français (fondé par le comte d'Antraigues, le vicomte de Mirabeau, etc)[9]
- Personnalités membres ou proches de ce groupe: abbé Maury, Cazalès, abbé de Montesquiou
- Journaux : L'Ami du Roi, Les Actes des Apôtres, La Rocambole des Journaux.
- Idéologie : réactionnaire, cléricalisme, défense des privilèges[10].

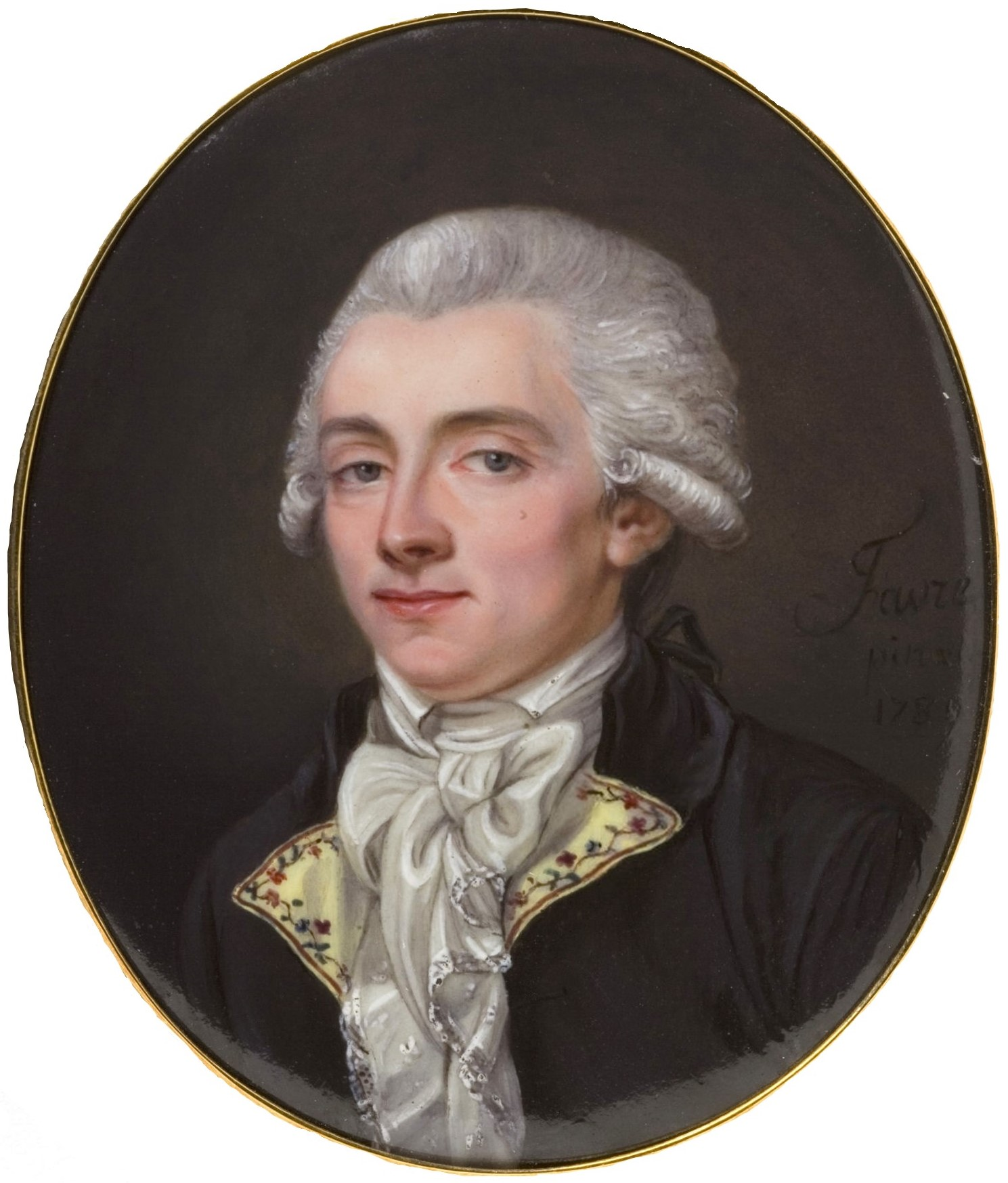
Jean-Joseph Mounier, chef de file des Monarchiens.

Les Noirs forment le groupe le plus conservateur de l'Assemblée constituante, ils sont défenseurs des privilèges et de la monarchie. Leur pensée se structure autour du respect des libertés provinciales et du rejet des innovations, notamment en matière religieuse. L'abbé de Montesquiou dénonce les atteintes à la religion dans la Déclaration des droits. En septembre 1789, ils votent en faveur du veto absolu au roi, ce qui aurait donné la possibilité à Louis XVI de refuser à tout moment la sanction des lois, ce qui échoue. En 1791, ils votent la « motion Dom Gerle » qui propose d'instituer le catholicisme comme religion d'état. L'abbé Maury, membre de ce groupe, s'est opposé à la Constitution civile du clergé.

### Centre[14]

#### LesMonarchienspuis lesImpartiaux
- Club des Impartiaux
- Journaux : Le Journal des Impartiaux, Les Actes des Apôtres.
- Personnalités membres ou proches de ce groupe: Joseph Mounier, Pierre-Victor Malouët, Stanislas de Clermont-Tonnerre[15].
- Idéologie : conservatisme, réformisme, bicamérisme[10].

Les Monarchiens (sous la houlette de Mounier) se distinguent par leur proposition d'instituer une chambre haute sur le modèle anglais. Ils en font la proposition en septembre 1789 mais échouent. Ils votent ensuite avec les Noirs pour le veto absolu du roi. En octobre 1789, Jean-Joseph Mounier quitte la vie politique, c'est Malouet et Clermont-Tonnerre qui prennent la suite en 1791 et constituent le Club des Impartiaux.

### Gauche

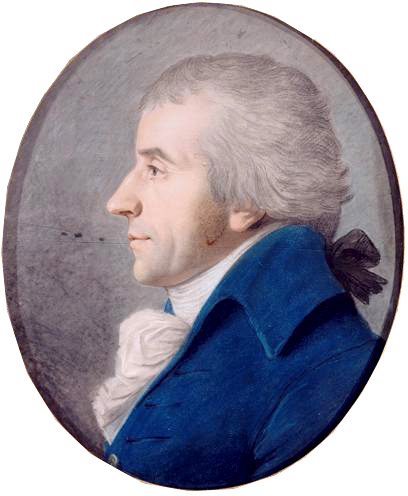
Jacques Pierre Brissot, figure politique des Girondins.

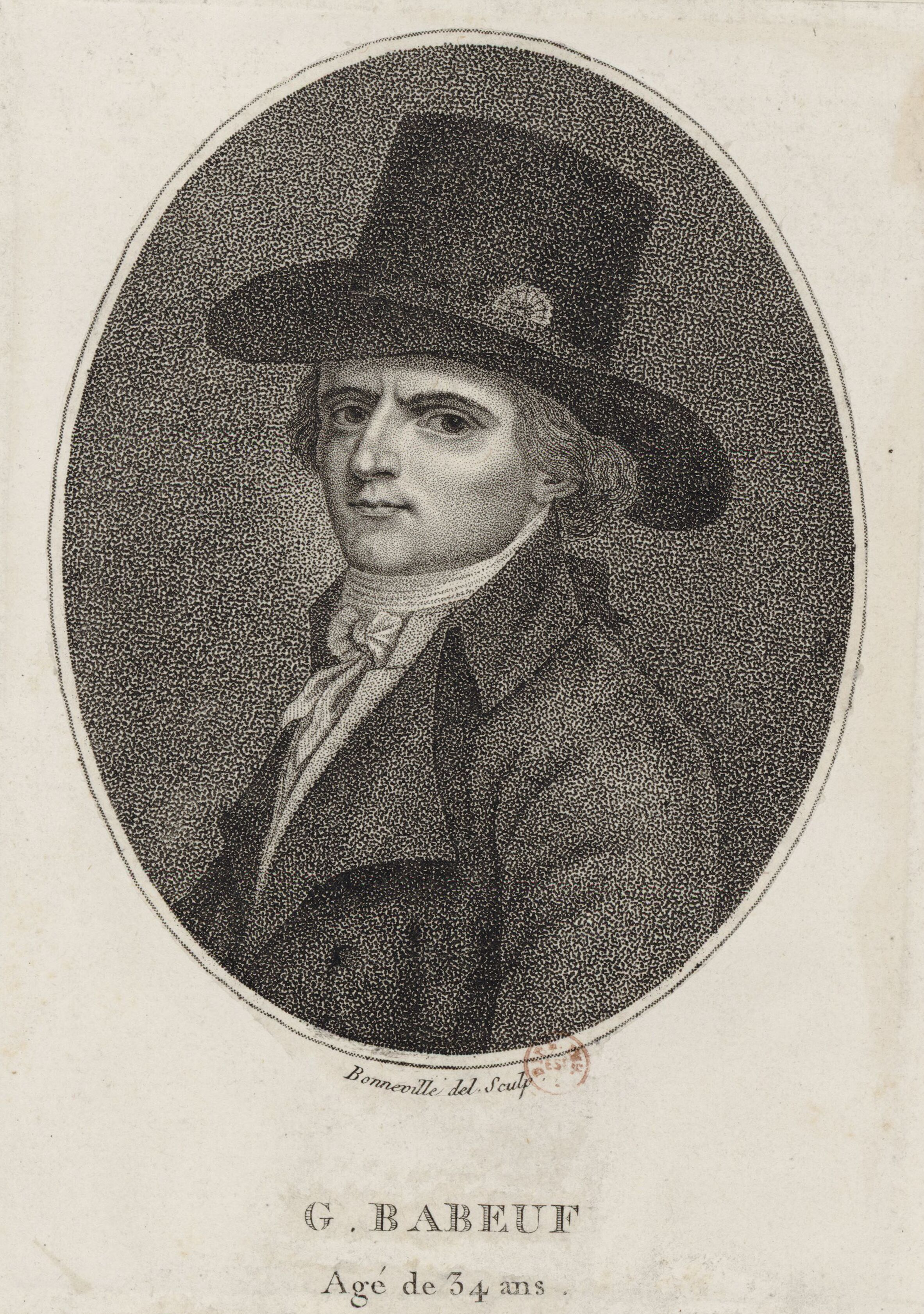
Gracchus Babeuf, communiste et orateur au club du Panthéon.

#### Les Constitutionnels ounationaux

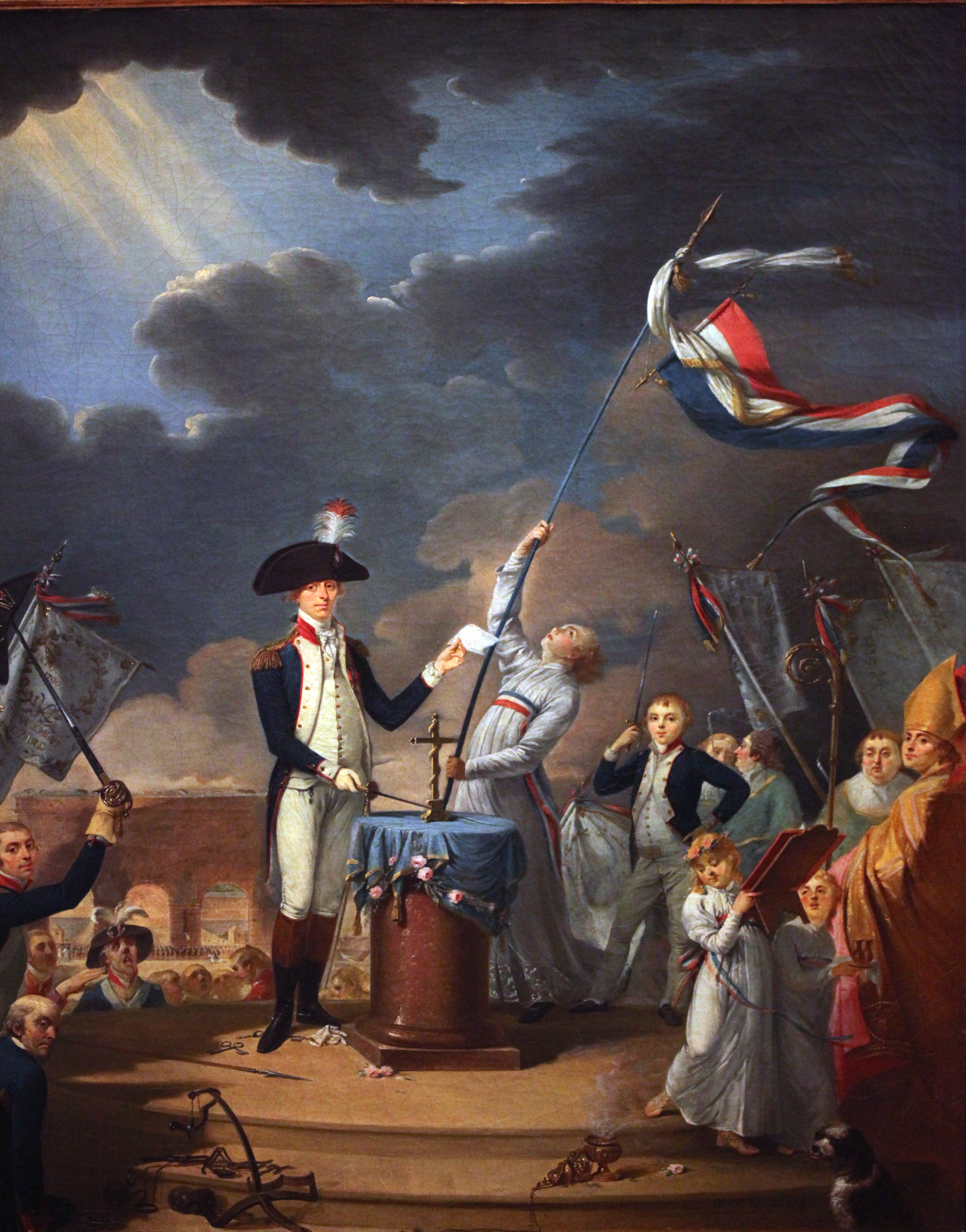
La Fayette lors de la fête de la Fédération apparait comme l'une des figures politiques les plus en vues.

- Club de 1789, club des Feuillants.
- Personnalités membres ou proches de ce groupe: Mirabeau, Le Chapelier, La Fayette, Talleyrand.
- Journaux proches de La Fayette : Le Moniteur universel, le Journal de Paris.
- Idéologie : réformisme, monocamérisme, monarchisme constitutionnel.

Les Constitutionnels forment un groupe réuni autour de La Fayette et issu des patriotes. En septembre 1789, ils sont à gauche de l'Assemblée constituante et votent contre la chambre haute et le veto absolu du roi. En mai 1790, l'affaire de Nancy suscite des prises de position ; les Constitutionnels prennent position en faveur de la répression contre les Jacobins qui soutiennent les mutins. En juin, La Fayette et Le Chapelier se séparent des Jacobins et créent un courant plus modéré au sein de la société de 1789. Ils défendent la Constitution civile du clergé.
À partir de juillet 1791, ils finissent par se rapprocher de la monarchie après la fuite du roi et l'apparition des premières manifestations républicaines en France. Ils se fondent ensuite dans le club des Feuillants contre celui des Jacobins.

#### LeTriumvirat: Barnave, Lameth, Duport[19]
- Club des Jacobins (1789-1790), club des Feuillants (à partir de juillet 1791).
- Personnalités membres ou proches de ce groupe : Antoine Barnave, Alexandre de Lameth, Adrien Duport.
- Idéologie : réformisme, monocamérisme, monarchisme constitutionnel.

Ce groupe composé essentiellement de trois hommes siège à gauche. Barnave rejette ainsi la proposition de chambre haute des Monarchiens. Le Triumvirat se rapproche ensuite de la cour après la mort de Mirabeau. Ils quittent les Jacobins et rejoignent ensuite les plus modérés au sein du club des Feuillants en juillet 1791. 

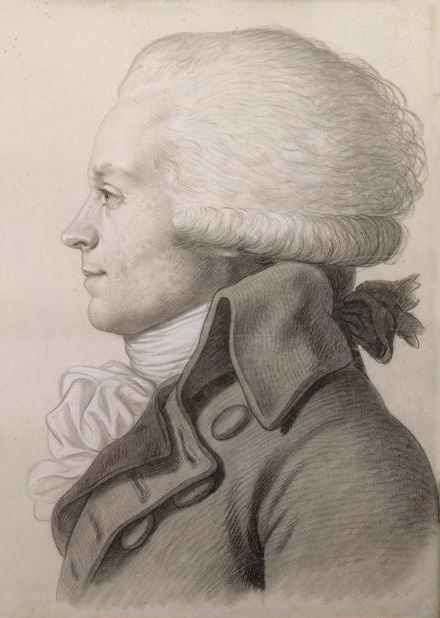
Robespierre, chef de file des démocrates de l'Assemblée constituante.

#### Les Démocrates
- Club des Jacobins, club des Cordeliers, Cercle social.
- Personnalités membres ou proches de ce groupe : Robespierre, Pétion, Buzot.
- Journaux proches des Jacobins : Le Patriote français, les Annales patriotiques, les Révolutions de Paris.
- Idéologie : réformisme, monocamérisme, défense du suffrage universel.

Ils sont les plus à gauche de l'Assemblée constituante. Parmi eux, Robespierre s'illustre en rejetant toute forme de veto et en s'opposant au suffrage censitaire.
En 1791, les démocrates sont écartés au profit d'une ligne modérée au sein même des jacobins. C'est le Club des Cordeliers qui publie le texte de Robespierre intitulé Sur le marc d’argent dans lequel l'avocat s'oppose au suffrage censitaire. Après la fuite de Varennes et les manifestations républicaines ils sont les seuls membres à rester au club des Jacobins tandis que les députés attachés à la monarchie constitutionnelle fondent le club des Feuillants.
Après le départ des Feuillants le groupe se structure autour de Pétion, Roederer et Robespierre.
En dehors de l'Assemblée et des Jacobins d'autres groupes se structurent avec le club des Cordeliers ou le Cercle social (à l'initiative de Bonneville). Ces démocrates radicaux soutiennent le suffrage universel et s'opposent aux décrets contre le droit de pétition en juin 1791.

## Assemblée législative(1791-1792)
Sous l'Assemblée législative les « groupes » se structurent autour des Feuillants situés à droite de l'hémicycle, des Indépendants aux opinions flottantes et d'un groupe réunis autour de Jacques-Pierre Brissot, proches des Jacobins et situés à gauche.

La droite contre-révolutionnaire de tendance dure (Cazalès, abbé Maury, etc.) est éliminée du champ parlementaire mais continue d'exister dans l'opinion publique et au travers de certains journaux comme les Actes des Apôtres ou la Gazette de Paris. Les Feuillants, issus du camp patriote, se situent à égale distance des contre-révolutionnaires et des Jacobins jugés dangereux mais ils virent progressivement à droite par crainte des excès populaires. 

Composition de l'Assemblée législative française élue en septembre 1791. Jacobins, 136; Indépendants, 345; Feuillants, 264

### Centre[27]à droite[26],[25]

#### Les Feuillants
- Club des Feuillants.
- Personnalités membres ou proches de ce groupe : La Fayette, Antoine Barnave, Alexandre de Lameth, Adrien Duport, André Chénier, Quatremère de Quincy, Vincent-Marie Viénot de Vaublanc.
- Journaux : Le Moniteur, la Gazette universelle, le Journal de Paris, L'Ami des patriotes.
- Idéologie : monarchisme constitutionnel, anti-abolitionnisme.

Issus du parti patriote et réunis au sein du club des Feuillants, ils souhaitent fixer la Révolution par la Constitution de 1791 et empêcher de nouvelles dérives après la fuite du roi. Ils se retrouvent en opposition avec les contre-révolutionnaires et en même temps avec la gauche démocrate (Jacobins et Cordeliers). Une partie d'entre-eux s'opposent ainsi au groupe de Brissot (futurs Girondins) sur la question de la guerre qui risque de mettre en péril la monarchie constitutionnelle. Ils sont divisés entre les fayettistes (partisans de La Fayette) ou entre les lamethistes (partisans des frères Lameth). Les fayettistes ont soutenu la guerre aux côtés des Brissotins dans l'objectif d'appuyer le nouveau régime et de renforcer le roi mais cette alliance est de courte durée puisque La Fayette menace de marcher sur Paris contre les Jacobins en mai 1792 au moment où il est discrédité.
Ils s'opposent également à la gauche sur la citoyenneté à accorder aux hommes de couleurs libres.

### Gauche

#### LaGirondeou lesBrissotins
- Club des Jacobins.
- Personnalités membres ou proches de ce groupe : Brissot, Jean-Marie Roland, Pierre-Victurnien Vergniaud.

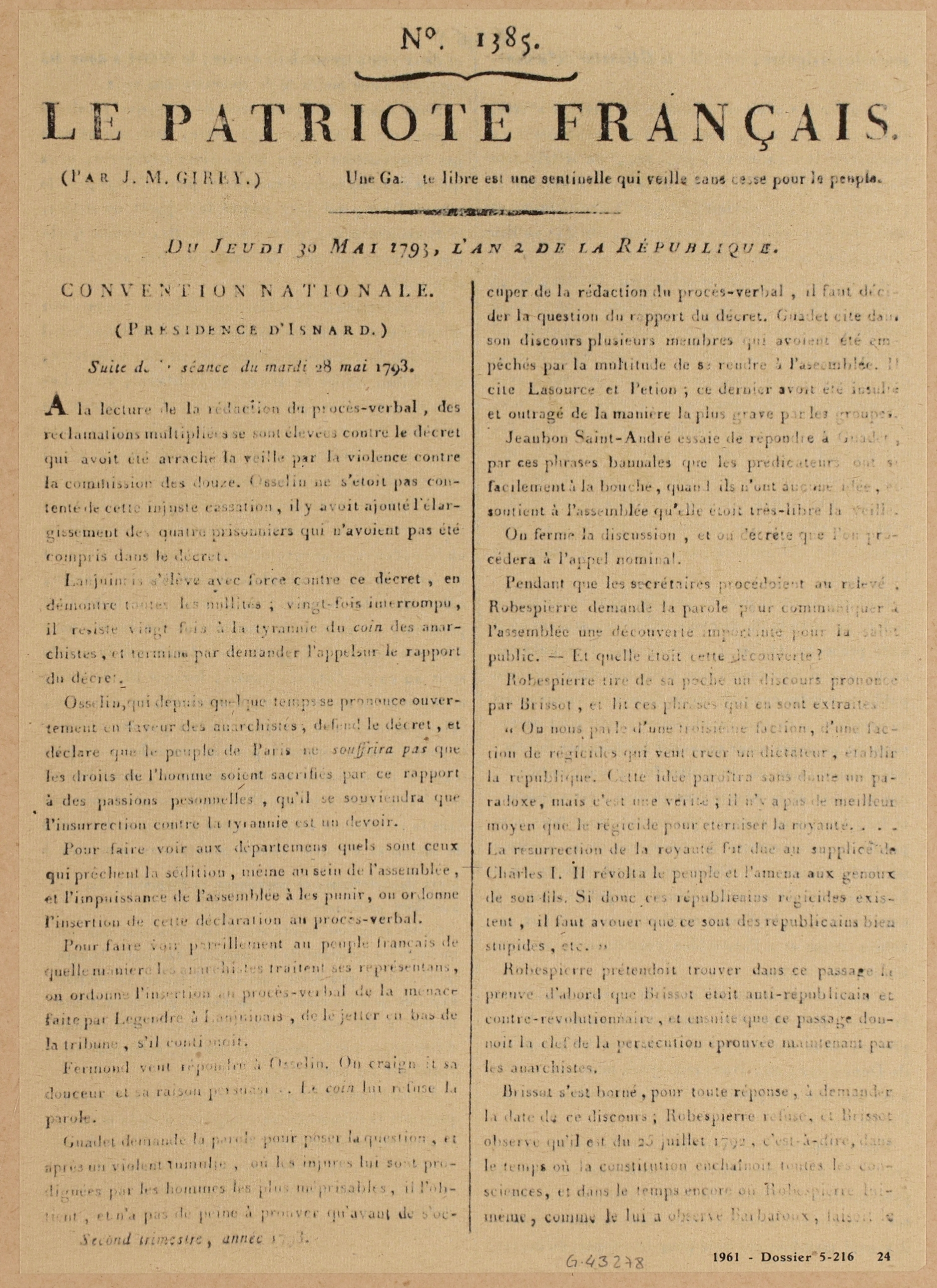
Le Patriote Français de Brissot, un des journaux politiques les plus lus de la période révolutionnaire.

- Le Patriote Français de Brissot, un des journaux politiques les plus lus de la période révolutionnaire. Journaux : Le Patriote Français, les Annales patriotiques & littéraires.
- Idéologie : républicanisme, abolitionnisme, défense de la guerre (proches de Brissot)[31].

Réunis autour du journaliste Brissot, du philosophe Condorcet et de plusieurs avocats élus députés dans le département de la Gironde, ils sont membres du club des Jacobins et forment la gauche de l'Assemblée législative. Parmi eux se cachent quelques républicains déclarés comme Brissot ou Condorcet qui collabora avec Thomas Paine à la rédaction d'un journal qui militait pour un changement de régime politique. De même, Brissot afficha son soutien pour la république après la fuite de Varennes dans son journal le Patriote Français.
Les Girondins sont méfiants à l'égard du roi et de la cour ; ils sont favorables à une guerre contre les monarchies européennes mais dans l'objectif de dévoiler la duplicité de Louis XVI. Ils attaquent la « droite » en votant la mise en accusation de La Fayette en juillet 1792.
Au club des Jacobins, ils sont attaqués par Robespierre qui s'oppose, de son côté, à la guerre.

### Extrême gauche: le «trio cordelier»

#### LesCordeliers
- Club des Cordeliers.

Trois membres de la société des Cordeliers sont élus députés : Claude Basire, François Chabot, Merlin de Thionville.

## Convention nationale(1792-1794)
La Convention nationale se distingue par une composition de représentants (les conventionnels) acquis à l'idée républicaine avec parmi eux les députés Brissotins de la législature précédente et d'autres figures telles que Robespierre (ex-constituant), Danton (membre des Cordeliers) et Marat, journaliste radical. Elle ne tarde pas à se diviser entre Girondins et Montagnards, non par sur des programmes différents mais sur la manière de gouverner. En dehors de la Convention, d'autres groupes se structurent au sein de la Commune de Paris avec les Hébertistes et les Enragés. 

### Gauche

#### LaGirondeou lesBrissotins
- Personnalités membres ou proches de ce groupe : Brissot, Jean-Marie Roland, Pierre-Victurnien Vergniaud.
- Journaux : Le Patriote Français, La Sentinelle, Courrier des quatre-vingts trois départements, Chronique de Paris.
- Idéologie : Républicanisme, libéralisme, parlementarisme, opposition à Marat et aux sans-culottes.

Favorable à la république et hostile à la cour, la Gironde se voit qualifiée de « modérée » sous la Convention nationale car elle forme très vite un groupe hostile à Robespierre, Marat et aux sans-culottes. Le ministre girondin de l'Intérieur Jean-Marie Roland les qualifie de « brigands » dans la presse dès le mois d'août 1792. En retour Marat les qualifie dans la presse de « faction des hommes d’État ».
Lors du procès du roi, ils se montrent plus modérés dans le sort à réserver à Louis XVI en votant pour l'appel au peuple, ce qui leur fut reproché et constitua l'une des causes de leur éviction. Les défaites militaires et le trahison de Dumouriez, proche du noyau girondin, les discrédite définitivement. Ils sont accusés de modérantisme puis de « fédéralisme » ils sont évincés par les sans-culottes lors du coup d'état des 31 mai-2 juin 1793, provoquant l'indignation de certains départements.
La Gironde s'appuyait sur les autorités des départements qui leur étaient favorables contre les sans-culottes mais n'étaient pas des partisans d'un régime fédéral à l'instar des États-Unis d'Amérique ou d'une décentralisation comme cela est souvent considéré. Cette image faussée a été causée en raison des accusations portées par les Montagnards.
Selon Jean-Clément Martin, les Girondins s'opposaient essentiellement aux Montagnards en matière politique car ils étaient ancrés dans le « légalisme », et étaient réticents à reconnaître l'expression de la volonté générale uniquement dans la Convention nationale ou dans la Commune de Paris. Anne de Mathan, spécialiste des Girondins, définit l'idéologie girondine par un « absolu primat des libertés individuelles » et une opposition au mesures dirigistes de salut public.
En matière économique, les Girondins furent favorables à la liberté de circulation des denrées et à une défense de la propriété privée contre Robespierre qui formule le « droit à l'existence ». Sur le fond, Montagnards et Girondins se rejoignaient sur la propriété privée, la régulation des inégalités par l'impôt et les projets en matière d'éducation mais la Montagne a préconisé des mesures d'exception pour conserver son alliance avec les sans-culottes parisiens.
Jean-Clément Martin relève qu'ils peuvent s'apparenter politiquement à un « centre » rendu impossible par la radicalisation de la Révolution tandis qu'Anne de Mathan évoque une « autre gauche cosmopolite », républicaine, libérale et attachée au système représentatif.

#### LaPlaineou leMarais.
- Personnalités membres ou proches de ce groupe : Emmanuel Sieyès.

Groupe hétérogène de députés hésitants, d'abord alliés aux Girondins, certains se rallient ensuite à la Montagne comme Barère ou Carnot mais certains enjoignent l'opposition à Robespierre le 9 thermidor aux côtés des Montagnards antirobespierristes (Billaud-Varenne, Fouché, Tallien).

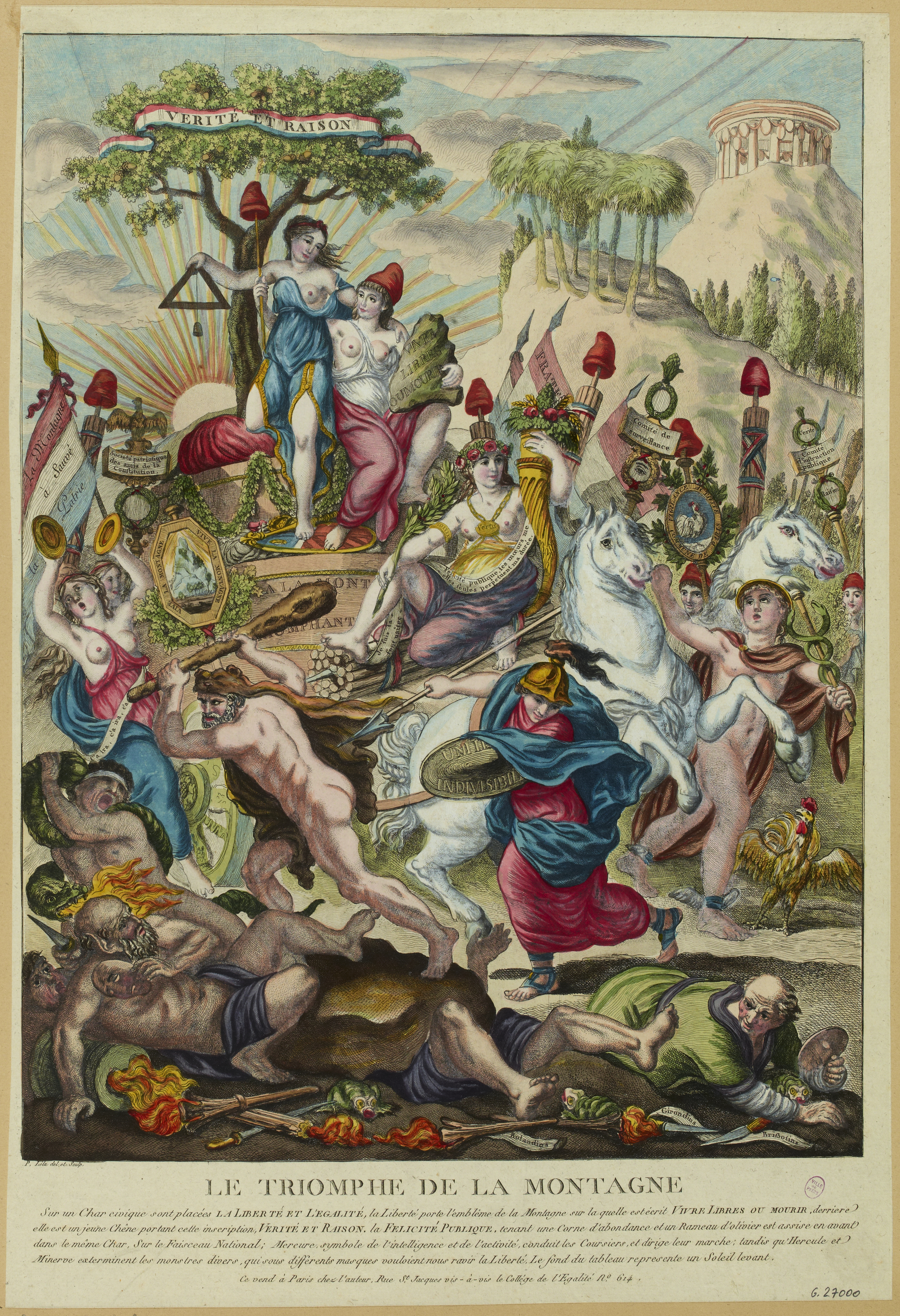
Le Triomphe de la Montagne, estampe révolutionnaire.

#### LaMontagne
- Club des Jacobins.
- Personnalités membres ou proches de ce groupe : Robespierre, Danton, Marat, etc.
- Journaux : L'Ami du Peuple, Le Journal de la Montagne.
- Idéologie : républicanisme, dirigisme, déisme (robespierristes).

La Montagne est un groupe politique constitué autour de Robespierre, Danton et Marat dans le courant de septembre 1792. Lors du procès de Louis XVI, les Montagnards se sont montrés plus radicaux que les Girondins en votant pour la mort de Louis XVI et en rejetant l'appel au peuple.
En matière politique, les Montagnards versent dans l'illibéralisme et soutiennent que la  Convention nationale incarne la volonté du peuple. Ils défendent la centralité législative comme principe de gouvernement. Les Montagnards concèdent à certaines mesures populaires et conservent l'appui des sections parisiennes jusqu'à l'arrestation des Hébertistes.
En matière économique, Robespierre s'oppose à Jean-Marie Roland sur la liberté des denrées et fait précéder le « droit à l'existence » sur la liberté économique , il est favorable à la propriété privée mais estime que des droits sociaux permettent de favoriser la liberté. Les Montagnards ont ainsi promulgué des mesures dirigistes afin de répondre aux revendications sociales avec la loi du maximum qui réglemente le prix du grain ou la loi de ventôse qui transfère les biens des suspects aux populations indigentes. Françoise Brunel considère que les Montagnards souhaitaient mettre en place un projet politique basé sur la fraternité. Toutefois la propriété privée et le droit de « tout citoyen de jouir et de disposer à son gré de ses biens » furent inscrits dans la Constitution de 1793.
De surcroit, les historiens estiment que Robespierre était un « libéral égalitaire » qui insistait sur le respect des droits naturels dans l'instauration de la liberté. Les Montagnards étaient libéraux mais opposés à une liberté absolue de l'économie ainsi qu'à des projets égalitaires tels que la réforme agraire, ils souhaitaient un « projet de justice distributive qui favorise l'équité plutôt que la stricte égalité ».

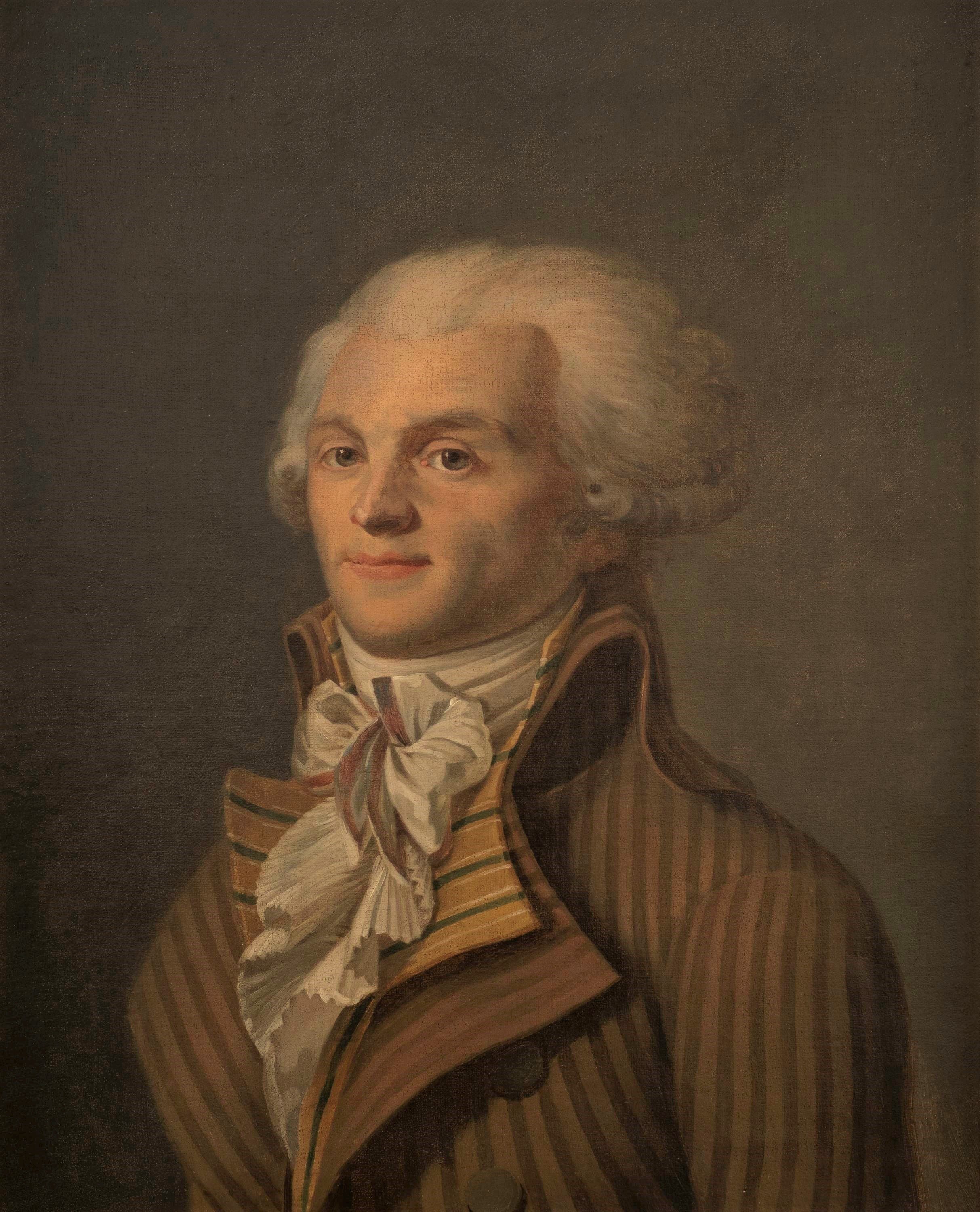
Maximilien Robespierre, l'un des chefs de file de la Montagne.

Lors de la Terreur les Montagnards se divisèrent entre les Indulgents et les Robespierristes. Les Indulgents sont autour de Danton et Desmoulins, ces derniers se montrent critiques sur la nécessité de poursuivre la politique de répression tandis que les Robespierristes (Robespierre, Saint-Just, Couthon) défendent les mesures de salut public et s'opposent aux groupes modérés et radicaux. Robespierre se montre ainsi opposé aux manifestations athées des Hébertistes et défend l'existence de Dieu. Les Robespierristes dominent jusqu'au 9 thermidor. Certains Montagnards participent à la chute de Robespierre comme Billaud-Varenne, Vadier, Collot d'Herbois.
Le robespierrisme engendre une postérité au XIXème siècle dans les courants républicains socialistes avec Albert Laponneraye ou Louis Blanc qui réhabilitent Robespierre, alors perçu comme une figure sociale, bien qu'il ne fut pas socialiste.

### Extrême gauche

#### LesEnragés
- Section des Gravilliers, Société des républicaines révolutionnaires.
- Personnalités membres ou proches de ce groupe : Jacques Roux, Jean Varlet, Jean Théophile Leclerc.
- Journaux : Le Publiciste de la République française.
- Idéologie : républicanisme, égalitarisme, dirigisme économique, démocratie directe[47].

Réunis autour du prêtre activiste Jacques Roux, ce groupe proche des milieux populaires émet des revendications sociales importantes. Jacques Roux rédige une pétition à la Convention nationale le 25 juin 1793 dans laquelle il dit que « La liberté n'est qu'un vain fantôme, quand une classe d'homme peur affamer l'autre impunément. L'égalité n'est qu'un vain fantôme quand le riche, par le monopole, exerce le droit de vie et de mort sur son semblable ». Les Enragés prônaient la taxation des denrées contre l'accaparement au profit des grosses fortunes. Cependant, les Enragés rencontrèrent l'hostilité des Montagnards et de Hébert. En matière politique, les Enragés furent favorables à une forme de démocratie directe, ils tenaient à la surveillance des législateurs. Les meneuses de la Société des républicaines révolutionnaires reprirent les thèmes de Jacques Roux.

#### LesHébertistesouexagérés.

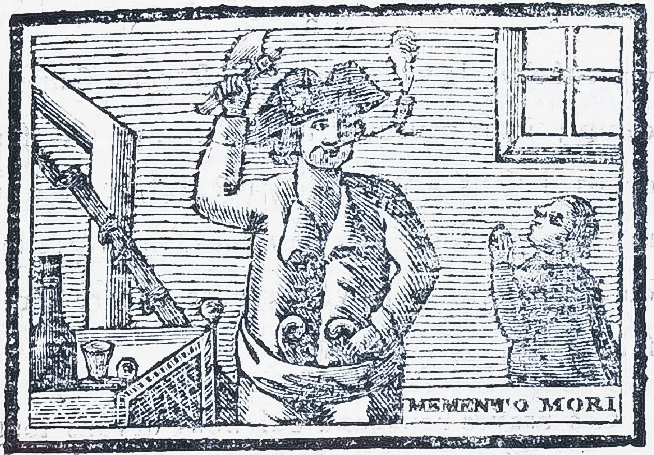
Frontispice du Père Duchesne (journal radical d'Hébert) sur lequel on voit le Père Duchesne armé d'une hache et fumant une pipe.

- Section de Marat, club des Cordeliers.
- Personnalités membres ou proches de ce groupe : Jacques René Hébert, Antoine-François Momoro, Charles-Philippe Ronsin, Pierre-Gaspard Chaumette.
- Journaux : Le Père Duchesne, Le Journal du club des Cordeliers.
- Idéologie : républicanisme, anticléricalisme, athéisme.

Les Hébertistes se sont constitués essentiellement autour du club des Cordeliers sous la houlette de Jacques René Hébert. Ils étaient opposés aux Enragés. Leur influence est importante parmi les sections parisiennes ainsi qu'en province avec la diffusion du journal du Père Duchesne. Les Hébertistes se distinguent par leur anticléricalisme militant, ce qui irrite Robespierre. Ils incitent l'évêque Jean-Baptiste Gobel à démissionner de ses fonctions et organisent une fête de la Raison à Notre-Dame de Paris. Ils sont éliminés par les Montagnards robespierristes.

## Convention thermidorienne(1795)

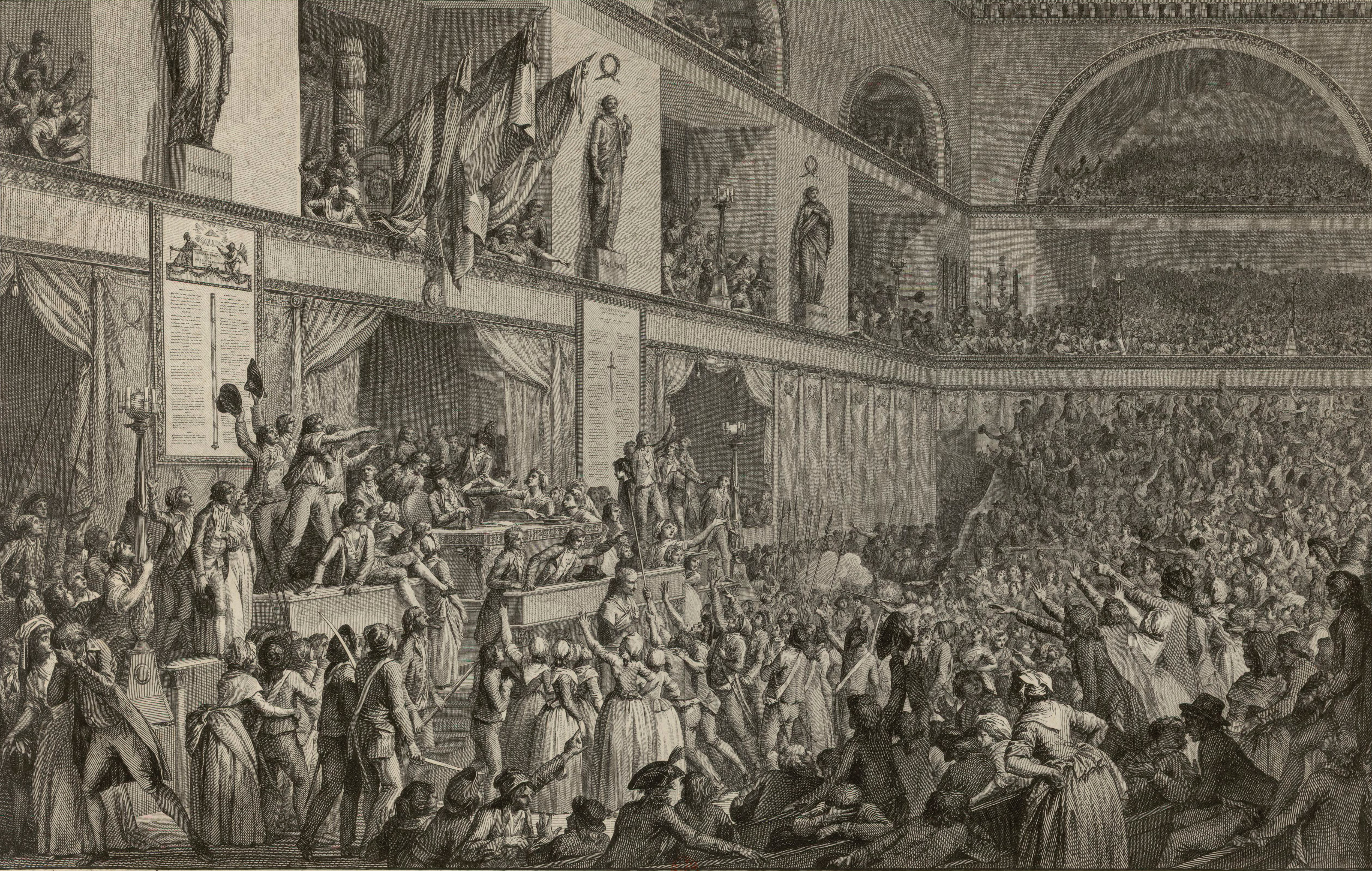
Insurrection du 1er prairial an III contre la Convention thermidorienne et pour le retour de la Constitution de l'an I (1793)

### Centre à droite

#### LesThermidoriens
- Personnalités membres ou proches de ce groupe : Sieyès, Pierre Daunou.

### Gauche

#### LesCrêtois
- Personnalités membres ou proches de ce groupe : Billaud-Varenne, Collot d'Herbois, Gilbert Romme.

## Directoire(1795-1799)

### Droite

#### Lesroyalistesouclichyens
- Club de Clichy (1797).
- Personnalités membres ou proches de ce groupe : Charles Pichegru, Vincent-Marie Viénot de Vaublanc, François Barbé-Marbois, Jacques Imbert-Colomès, Emmanuel de Pastoret, etc.[52]
- Journaux : La Quotidienne, Nouvelles politiques nationales et étrangères, Le Grondeur, Le Déjeuner, Le Thé, L'Éclair, Le Véridique, Le Messager du soir.
- Idéologie : contre-révolutionnaire, monarchisme constitutionnel, monarchisme absolu, liberté religieuse, cléricalisme.

A droite, les royalistes (ou « crypto-royalistes »), opposés aux « anarchistes » (Jacobins) et au Directoire, ils sont favorables au rétablissement de la royauté. Soutenus depuis l'étranger par l'Agence de Paris (liée au comte d'Artois), ils profitent de la réaction thermidorienne pour diffuser prudemment leurs idées. Ils sont favorables aux émigrés et aux prêtres et se réunissent au sein du club de Clichy, où des monarchistes constitutionnels et absolus se rassemblent en vue des élections de 1797 qu'ils remportent avec succès dans de nombreux départements. En province, ils disposaient d'appuis locaux par la mise en place des « associations des amis de l'ordre ».
Ils finissent majoritaires aux Conseils et élaborent une loi qui autorise les parents d'émigrés à accéder aux emplois publics et une loi qui abroge la répression des prêtres réfractaires. Ils sont écartés du jeu politique après le coup d'état du 18 fructidor an V. Cependant, les manifestations royalistes persistent en dehors du champ parlementaire avec la reprise du conflit vendéen et l'insurrection royaliste qui éclate dans le Midi Toulousain en 1799.

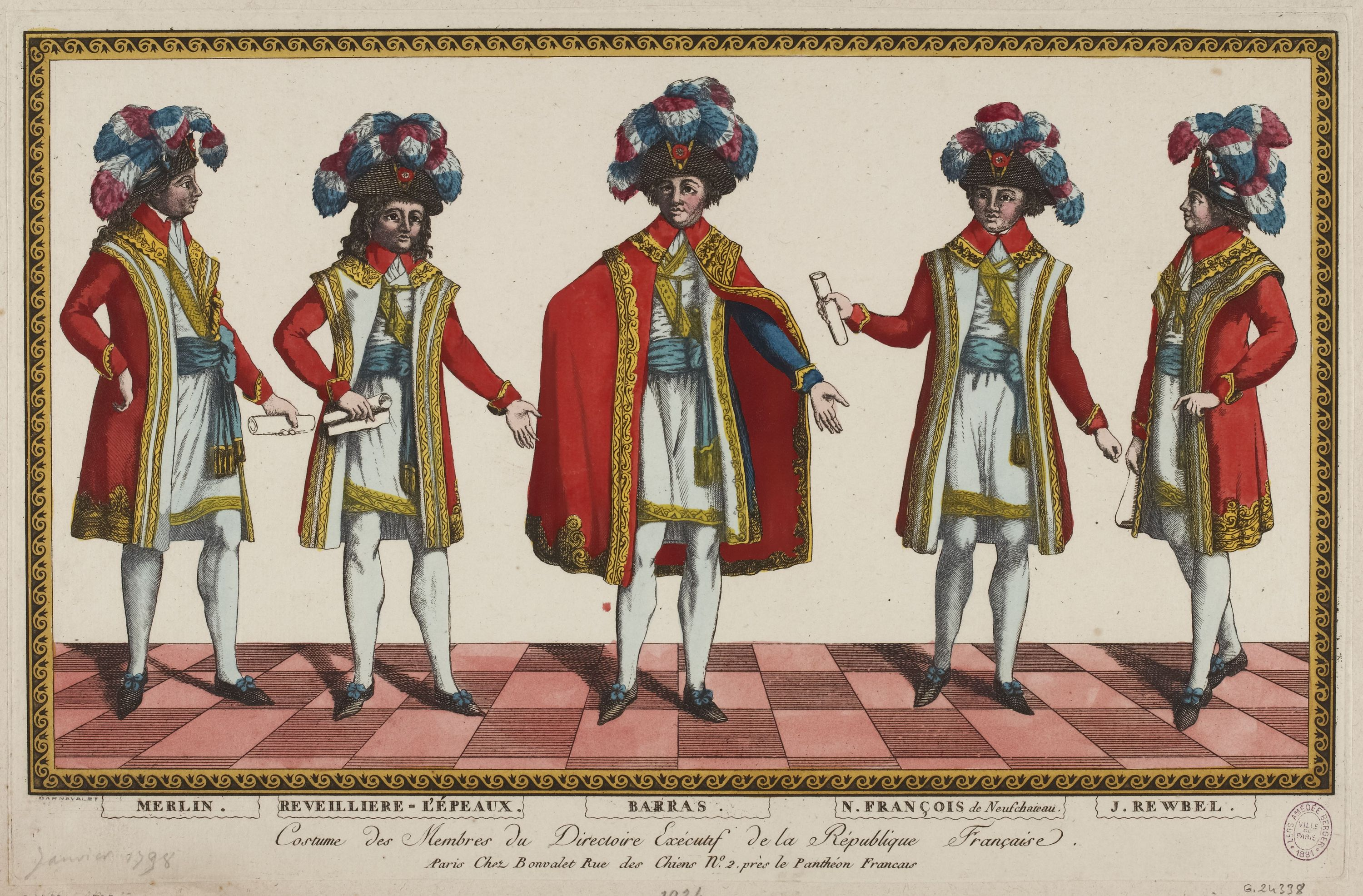
Les directeurs, chef du pouvoir exécutif.

### Centre

#### LesThermidoriens:directoriaux, républicains conservateurs
- Personnalités membres ou proches de ce groupe : La Revellière-Lépeaux, Pierre Daunou, Benjamin Constant.
- Cercle constitutionnel (de la rue de Lille)[56].
- Idéologie : républicanisme, anti-royalisme, anti-jacobinisme, « extrême centre ».

Au centre, les Thermidoriens, partisans d'une république modérée, respectueuse des biens et des propriétés, souhaitaient éviter un retour de la Terreur ou de la royauté en France car elle serait une menace pour les acquéreurs de biens nationaux.

### Gauche

#### Lesnéojacobinsouexclusifs
- Club du Panthéon (1796), club du Manège (1799).
- Personnalités membres ou proches de ce groupe : Gracchus Babeuf, Philippe Buonarroti, Joseph Lequinio, Robert Lindet, Félix Lepeltier, Prieur de la Marne.
- Journaux : Le Tribun du Peuple, L'Orateur plébéien, Le Journal des hommes libres[57].
- Idéologie : républicanisme, communisme (club du Panthéon), dirigisme économique, défense des libertés publiques et de l'impôt progressif, anticléricalisme.

Les néojacobins, sont des républicains « prononcés » parmi lesquels on trouve des anciens membres des comités de surveillance ou de la Convention. Ils sont partisans d'un retour aux acquis de la constitution de 1793 (élaborée par les Montagnards), de la fiscalité progressive et de mesures à l'encontre des prêtres, des modérés et des royalistes cachés ou déclarés.
En 1796, les néojacobins se portent sur les questions sociales et adhèrent en partie aux idées communistes de Gracchus Babeuf au club du Panthéon. Après l'échec de la conjuration des Égaux, ils se concentrent ensuite sur la défense des libertés publiques et de l'impôt progressif. Lors des élections législatives de 1798 ils sont écartés par la loi du 22 floréal an VI mais reviennent au pouvoir en 1799. Ils fondent le club du Manège. Robert Lindet, ancien Montagnard, est élu ministre des Finances cette année là. En 1799, ils élaborent la loi des otages contre les familles des émigrés et un nouvel emprunt forcé sur les riches.